# 七里海镇
七里海镇，是中华人民共和国天津市宁河区下辖的一个乡镇级行政单位。

## 行政区划
七里海镇下辖以下地区：
大八亩坨村、小八亩坨村、齐家埠村、任凤庄村、兴隆淀村、东移民村、北移民村、张尔沽村、李台子村、兰台子村、薄台子村、郝台子村、冯庄子村、张善庄村和于台子村。